# 8 février dans les chemins de fer
8 janvier 8 mars
Chronologies thématiques
- Croisades
- Sports
- Disney

Cette page concerne les événements qui se sont déroulés un 8 février dans les chemins de fer.

## Événements

### XXesiècle
- 1986. Canada : 23 personnes décèdent dans la collision entre un train de passagers de la compagnie VIA Rail et un train de fret de la compagnie Canadian National Railway, près de Hinton, dans l'Alberta.
- 1992. Italie : le gouvernement italien autorise la fusion d'Ansaldo, filiale de l'IRI et de Breda C.F., filiale de l'EFIM, pour constituer AnsaldoBreda, un des premiers groupes européens de construction ferroviaire.

## Naissances
- 1804 : Jean-François Cail voit le jour à Chef-Boutonne (Deux-Sèvres). Il sera l'un des principaux constructeurs français de locomotives dans les années 1850.